# Badische I g
| Badische I g DR-Baureihe 701 | Badische I g DR-Baureihe 701 | Badische I g DR-Baureihe 701 | Badische I g DR-Baureihe 701 |
| ---------------------------- | ---------------------------- | ---------------------------- | ---------------------------- |
|                              |                              |                              |                              |
| Nummerierung:                | 69…214 70 101–105            | 1…899 70 111–125             | 70 126–133                   |
| Anzahl:                      | 5                            | 15                           | 8                            |
| Hersteller:                  | MBG Karlsruhe                | MBG Karlsruhe                | MBG Karlsruhe                |
| Baujahr(e):                  | 1914                         | 1916                         | 1927                         |
| Ausmusterung:                | 1936–1952                    | 1936–1952                    | 1936–1952                    |
| Achsformel:                  | 1B h2t                       | 1B h2t                       | 1B h2t                       |
| Gattung:                     | Pt 23.14                     | Pt 23.14                     | Pt 23.15                     |
| Spurweite:                   | 1435 mm                      | 1435 mm                      | 1435 mm                      |
| Länge über Puffer:           | 9225 mm                      | 9225 mm                      | 9640 mm                      |
| Höhe:                        | 4150 mm                      | 4150 mm                      | 4150 mm                      |
| Fester Radstand:             | 4000 mm                      | 4000 mm                      | 5450 mm                      |
| Gesamtradstand:              | 5450 mm                      | 5450 mm                      | 5450 mm                      |
| Leermasse:                   | 30,6 t                       | 31,0 t                       | 34,5 t                       |
| Dienstmasse:                 | 41,2 t                       | 42,0 t                       | 45,1 t                       |
| Reibungsmasse:               | 27,9 t                       | 28,6 t                       | 30,4 t                       |
| Radsatzfahrmasse:            | 13,95 t                      | 14,3 t                       | 15,2 t                       |
| Höchstgeschwindigkeit:       | 65 km/h                      | 65 km/h                      | 70 km/h                      |
| Kuppelraddurchmesser:        | 1260 mm                      | 1260 mm                      | 1260 mm                      |
| Laufraddurchmesser:          | 850 mm                       | 850 mm                       | 850 mm                       |
| Steuerungsart:               | Heusinger                    | Heusinger                    | Heusinger                    |
| Zylinderanzahl:              | 2                            | 2                            | 2                            |
| Zylinderdurchmesser:         | 375 mm                       | 375 mm                       | 375 mm                       |
| Kolbenhub:                   | 500 mm                       | 500 mm                       | 500 mm                       |
| Anzahl der Heizrohre:        | 83                           | 83                           | 77                           |
| Heizrohrlänge:               | 3500 mm                      | 3500 mm                      | 3500 mm                      |
| Rostfläche:                  | 1,22 m²                      | 1,22 m²                      | 1,22 m²                      |
| Strahlungsheizfläche:        | 5,52 m²                      | 5,52 m²                      | 5,67 m²                      |
| Rohrheizfläche:              | 52,76 m²                     | 52,76 m²                     | 52,5 m²                      |
| Überhitzerfläche:            | 17,42 m²                     | 18,14 m²                     | 20,4 m²                      |
| Verdampfungsheizfläche:      | 58,28 m²                     | 58,28 m²                     | 58,27 m²                     |
| Wasservorrat:                | 6 m³                         | 6 m³                         | 6 m³                         |
| Brennstoffvorrat:            | 1,7 t Kohle                  | 1,7 t Kohle                  | 2 t Kohle                    |
| Geschwindigkeitsmesser:      | Haußhälter                   | Haußhälter                   | Haußhälter                   |

Die Fahrzeuge der Gattung I g der Großherzoglich Badischen Staatseisenbahn waren leichte Personenzug-Tenderlokomotiven für den Betrieb auf Nebenbahnen. Die Deutsche Reichsbahn übernahm alle Exemplare als Baureihe 701 mit den Nummern 70 101 bis 105 (erste Serie) und 70 111 bis 125 (zweite Serie). Außerdem orderte sie weitere acht Maschinen mit den Nummern 70 126 bis 133.

## Geschichte
Zur Beförderung von leichten Reisezügen suchten die Badischen Staatsbahnen entsprechende Lokomotiven. Die Omnibuslokomotiven der Gattung I d waren ein erster Versuch solcher Lokomotiven. 1914 lieferte die Maschinenbau-Gesellschaft Karlsruhe nach dem Vorbild der bayrischen Pt 2/3 fünf Exemplare der Gattung I g. Zwei Jahre später wurden nochmals 15 Lokomotiven geliefert. Die Deutsche Reichsbahn benötigte im Raum Trier und im Münsterland Lokomotiven mit einem ähnlichen Anforderungsprofil: Sie bestellte deshalb weitere acht Lokomotiven bei der Maschinenbau-Gesellschaft Karlsruhe und reihte diese 1927 und 1928 gelieferten Maschinen als 70 126 bis 70 133 ein.
Bis zum Ende der 1930er Jahre waren die Lokomotiven in Heidelberg, Mannheim, Offenburg und Villingen sowie in Trier und Münster stationiert. 1936 und 1938 wurden als erste Lokomotiven die 70 105 und die 70 116 ausgemustert. Die 70 105 wurde durch die Westfälische Landeseisenbahn erworben und zusammen mit der 1939 gekauften 70 103 als Nummer 21 und 22 eingereiht. Die WLE verschrottete die Lokomotiven 1960. Die 70 112 wurde 1941 verschrottet. Bis auf die 70 125 kamen alle Lokomotiven 1949 zur Deutschen Bundesbahn. Die 70 125 war beim Bw Seddin verblieben und wurde später als Werkslokomotive im VEB Lokomotivbau „Karl Marx“ Babelsberg eingesetzt.
Von den bei der Bundesbahn verbliebenen Lokomotiven wurden die ersten 1947 ausgemustert. Aber bereits 1951/52 wurden drei wieder aufgearbeitet und erneut in Betrieb genommen. Die endgültige Ausmusterung begann 1952 mit sechs Lokomotiven und neun im Jahr 1953. 1955 wurde mit der 70 133 die letzte Maschine ausgemustert und war danach nur noch kurze Zeit als Werklokomotive beim AW Konstanz in Betrieb.

## Konstruktive Merkmale
Die Lokomotiven verfügten über einen Blechrahmen mit 16 mm dicken Rahmenplatten. Der Wasserkasten war dazwischen angeordnet. Der Langkessel aus zwei Schüssen war genietet. Der Dampfdom saß auf dem vorderen Schuss, der runde Sandkasten auf dem hinteren. Die Nachbaulokomotiven wurden mit einem zusätzlichen Speisedom und einem rechteckigen Sandkasten ausgestattet. Der Stehkessel war zwischen den beiden Kuppelradsätzen positioniert und reichte zwischen die Rahmenwangen. Der Rauchrohrüberhitzer war von der Bauart Schmidt. Zwei nichtsaugende Dampfstrahlpumpen Bauart Friedmann, ab der zweiten Lieferserie Bauart Knorr, sorgten für die Speisung des Kessels mit Wasser.
Das Fahrwerk war an vier Punkten abgestützt. Die Tragfedern des Laufradsatzes lagen oberhalb des Achslagers, bei den Kuppelradsätzen darunter. Bei letzterem waren die Blattfederpakete mit Ausgleichshebeln verbunden. Die hintere Kuppelachse war 22 mm seitenverschiebbar. Bei den Nachbaulokomotiven der DR verzichtete man auf die Seitenverschiebbarkeit und schwächte dafür den Spurkranz am ersten Kuppelradsatz.
Das außenliegende waagerecht angeordnete Zweizylinder-Heißdampftriebwerk arbeitete auf den ersten Kuppelradsatz. Um dies günstig zu realisieren, wählte man einen großen Abstand zwischen dem Kuppelradsatz und dem Zylinderblock. Die außenliegende Heusinger-Steuerung hatte Hängeisen.
Die Druckluftbremsen Bauart Westinghouse wirkten beim vorderen Kuppelradsatz von vorn und beim hinteren von hinten. Die Nachbauten der DR hatten Druckluftbremsen Bauart Knorr und bremsten beide Radsätze von vorn. Der Druckluftsandstreuer Bauart Knorr sandete beide Radsätze jeweils in Fahrtrichtung. Außerdem besaß die Lokomotive einen Dampf-Turbogenerator und eine Dampfheizungseinrichtung.